# Гіпотеза позатропічного походження людини
Гіпóтеза позатропíчного похóдження люд́ини (або Гіпотеза позатропічної прабатьківщини людини) стверджує, що істинною прабатьківщиною Людини умілої (лат. Homo habilis) була не Африка, а інший, холодніший і суворіший регіон Землі.
Вперше гіпотезу про походження людини в умовах холодного клімату високих широт Євразії висунув в 1870-х роках німецький мандрівник і натураліст Моріц Веґенер, сучасник Чарльза Дарвіна. Він вважав, що саме суворі, несприятливі умови могли «примусити» деяких найрозумніших і діяльних мавп не загинути, а «олюднитися».
Протягом довгого часу гіпотеза залишалася в забутті, перш за все, через відсутність будь-яких речових доказів. Однак, нещодавно вона реанімувалася сенсаційним відкриттям на території Якутії стоянок часів раннього палеоліту — дирінгської культури. За первинними оцінками, вік цієї культури налічував 1,8-3,2 мільйони років, що мало відрізняється від віку знахідок в  Олдувайській ущелині у Східній Африці.
Згідно з останніми дослідженнями, вік знарядь дирінгської культури виявився все ж таки значно менше перших оцінок і склав 260-370 тисяч років. Таким чином, гіпотеза позатропічної прабатьківщини людства знов виявилася позбавленою прямих археологічних доказів.